# Михаловский, Иосиф Болеславович
Ио́сиф Болесла́вович Михало́вский  (26 ноября 1866 — 22 июля 1939) — русский и советский архитектор, реставратор, историк и теоретик архитектуры.

## Биография
Родился в Полтаве 26 ноября 1866 года.
На рубеже XIX—XX веков построил в Санкт-Петербурге несколько доходных домов. Автор ряда исследований по истории архитектуры, среди которых наиболее известна неоднократно переизданная книга «Теория классических архитектурных форм» (первое издание: «Архитектурные ордера». — Петроград, 1916; второе: Ленинград, 1925).

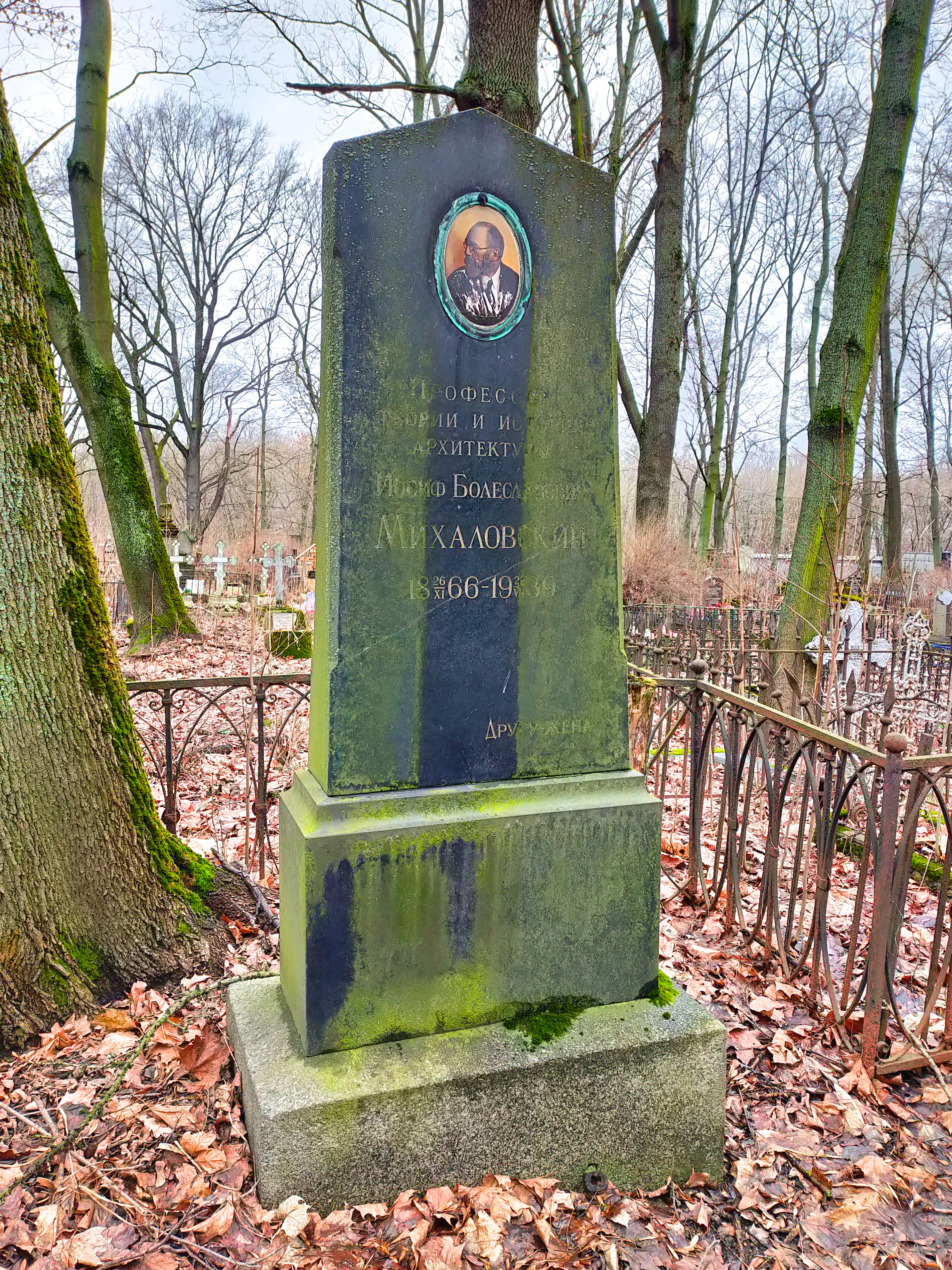
Могила И. Б. Михаловского; Волковское лютеранское кладбище

Умер 22 июля 1939 года в Ленинграде. Похоронен на Волковском лютеранском кладбище (угол Межевой и Квистовой дорог); на могиле — гранитная стела с портретом.

## Известные постройки
- 1894 — Доходный дом. Санкт-Петербург, 13-я Красноармейская ул., 19
- 1902—1903 — Доходный дом Н. С. Крундышева. Санкт-Петербург, Подольская ул., 17
- 1904 — Доходный дом. Санкт-Петербург, Татарский пер., 14
- 1908 — Доходный дом. Санкт-Петербург, 3-я линия Васильевского острова, 34
- 1908 — Доходный дом. Санкт-Петербург, пер. Макаренко, 11

## Наиболее известные труды
- Теория классических архитектурных форм (М.: Издательство Всесоюзной академии архитектуры, 1937, академические переиздания в 1940, 1944, 1949 (под названием «Архитектурные формы античности»), 2003, 2005, 2009, 2011, 2014)

Четвертое издание книги (1949) вышло под названием «Архитектурные формы античности». По мнению автора предисловия, которое в данном издании заменило «Вводную часть» И. Б. Михаловского, и содержит, в основном, критику автора за недостаточное понимание марксистско-ленинского метода исследования, «новое название более соответствует содержанию книги». Это утверждение, однако, можно считать сомнительным, так как И. Б. Михаловский в работе широко обращается не только к античности, но и к формам, выработанным в период Ренессанса. Современные академические переиздания выходят под оригинальным названием «Теория классических архитектурных форм», хотя имеется, по крайней мере, один случай современного переиздания книги под альтернативным названием.
- Архитектура ренессанса и барокко в Италии
- Русское искусство в эпоху Владимира Святого